# Фордернберг
Фордернберг (нем. Vordernberg) — окружной центр в Австрии, в федеральной земле Штирия.
Входит в состав округа Леобен. Население составляет 1203 человека (на 1 января 2007 года). Занимает площадь 27,74 км².

## Политическая ситуация
Бургомистр коммуны — Вальтер Хубнер (СДПА) по результатам выборов 2005 года.
Совет представителей коммуны (нем. Gemeinderat) состоит из 15 мест.
- СДПА занимает 12 мест.
- АНП занимает 2 места.
- АПС занимает 1 место.